# Blanca Temprana (manzana)
Blanca Temprana es el nombre de una variedad cultivar de manzano (Malus domestica). Esta manzana está cultivada en la colección de la Estación Experimental Aula Dei (Zaragoza). Es originaria de la Comunidad autónoma de Aragón, actualmente ha decaído su cultivo de interés comercial, en detrimento del cultivo de variedades selectas foráneas.

## Sinónimos
- "Manzana Blanca Temprana".[5]

## Historia
'Blanca Temprana' es de origen desconocido, se la considera autóctona de la comunidad autónoma de Aragón.
'Blanca Temprana' está considerada incluida en las variedades locales autóctonas muy antiguas, cuyo cultivo se centraba en comarcas muy definidas. Se caracterizaban por su buena adaptación a sus ecosistemas y podrían tener interés genético en virtud de su adaptación. Se encontraban diseminadas por todas las regiones fruteras españolas, aunque eran especialmente frecuentes en la España húmeda. Estas se podían clasificar en dos subgrupos: de mesa y de sidra (aunque algunas tenían aptitud mixta).
'Blanca Temprana' es una variedad clasificada como de mesa; difundido su cultivo en el pasado por los viveros comerciales y cuyo cultivo en la actualidad se ha reducido a huertos familiares y jardines privados.

## Características
El manzano de la variedad 'Blanca Temprana' tiene un vigor medio; tubo del cáliz pequeño, triangular, y con los estambres insertos en su mitad.
La variedad de manzana 'Blanca Temprana' tiene un fruto de tamaño más bien pequeño; forma cónica, un poco aplastada en su base, con contorno levemente irregular; piel lisa; con color de fondo blanco y blanco verdoso, importancia del sobre color ausente, sin chapa o con leve punteado rosado en zona de insolación y en otros, acusa punteado abundante, blanquinoso o ruginoso con aureola blanca, y con una sensibilidad al "russeting" (pardeamiento áspero superficial que presentan algunas variedades) débil; pedúnculo largo, y semi-fino, anchura de la cavidad peduncular amplia, profundidad cavidad pedúncular  profunda, limpia de chapa, bordes lisos o levemente ondulados, y con una importancia del "russeting" en cavidad peduncular ausente; anchura de la cavidad calicina estrecha, profundidad de la cavidad calicina casi superficial, fruncida, con los bordes ondulados, y con importancia del "russeting" en cavidad calicina ausente; ojo de tamaño pequeño o mediano, cerrado o semicerrado; sépalos triangulares con las puntas vueltas hacia fuera.
Carne de color blanco moreno con fibras verdosas; textura crujiente; sabor acidulado y agradable; corazón pequeño, bulbiforme, situado más próximo a cavidad peduncular; eje cerrado o entreabierto; celdas alargadas y estrechas; semillas regulares.
La manzana 'Blanca Temprana' tiene una época de maduración y recolección temprana se lleva a cabo en verano. Se usa como manzana de mesa fresca.